# Abborrtjärnen (Ockelbo socken, Gästrikland, 677053-153190)
Abborrtjärnen är en sjö i Ockelbo kommun i Gästrikland och ingår i Testeboåns huvudavrinningsområde.